# Jan Fedder
Jan Fedder (Hamburg, 1955. január 14. – Hamburg, 2019. december 30.) német színész, szinkronszínész.

## Filmjei
Mozifilmek
- A tengeralattjáró (Das Boot) (1981)
- Die leichten Zeiten sind vorbei (1983)
- Der Fall Bachmeier - Keine Zeit für Tränen (1984)
- Der Sohn des Bullen (1984)
- Deadly Twins (1985)
- Jacob hinter der blauen Tür (1987)
- Der Experte (1988)
- Singles (1988)
- Umwege nach Venedig (1989)
- Land in Sicht (1990)
- Superstau (1991)
- Verlassen Sie bitte Ihren Mann! (1993)
- U-900 (2008)
- Soul Kitchen (2009)
- Ohne Gnade! (2013)

Tv-filmek
- Smiley népe (Smiley's People) (1982)
- A tengeralattjáró (Das Boot) (1985–1987)
- A szerelem mindent virágba borít (Liebe läßt alle Blumen blühen) (1987)

Tv-sorozatok
- Tetthely (Tatort) (1982, 1987, két epizódban)
- Úton (Auf Achse) (1986, egy epizódban)
- Großstadtrevier (1986–2020, 398 epizódban)
- A vidéki doktor (Der Landarzt) (1987, egy epizódban)
- A nyomozó (Der Fahnder) (1988, egy epizódban)
- Neues aus Büttenwarder (1997–2020, 91 epizódban)
- Két férfi, egy eset (Ein Fall für zwei) (1990, 1992, két epizódban)
- Álomhajó (Das Traumschiff) (2000–2004, három epizódban)
- Barátok a strandon (Die Strandclique) (2002, két epizódban)